# Baculifera intermedioides
Baculifera intermedioides är en lavart som beskrevs av Marbach 2000. Baculifera intermedioides ingår i släktet Baculifera och familjen Caliciaceae.   Inga underarter finns listade i Catalogue of Life.